# Daishi-Kanal
Der Daishi-Kanal (jap. 大師運河 Daishi unga, wörtlich "Großlehrer-Kanal") ist eine künstliche Wasserstraße in der japanischen Stadt Kawasaki (Präfektur Kanagawa). Der Name des Kanals leitet sich vom in der Nähe befindlichen Tempel Kawasaki-Daishi (oder Heiken-ji) ab.  

## Geographie
Der Kanal liegt im zum Keihin-Industriegürtel gehörigen Südteil des Stadtbezirks Kawasaki. Er verläuft zwischen den auf Aufschüttungsinseln liegenden Vierteln Chidori und Ukishima in etwa von Nord nach Süd. Beide Ufer des Kanals sind mit zahlreichen Terminals für Öltanker ausgestattet, da auf den angrenzenden Inseln vor allem Großbetriebe der petrochemischen Industrie angesiedelt sind.

## Technische Daten
- Anfangspunkt: am Zusammenfluss des Tama-, Chidori- und Suehiro-Kanals.
- Endpunkt: am Ostende des Keihin-Kanals
- Länge: 2200 m
- Breite: 350 m
- Tiefe: 9 m

Koordinaten: 35° 31′ 15″ N, 139° 45′ 50″ O